# Nisshin Maru
El Nisshin Maru (日新丸) és el vaixell principal de la flota balenera japonesa i l'únic vaixell factoria balener del món. Té un arqueig brut de 8.145 tones i és el vaixell almirall i la nau més gran de les cinc que conformen la flota balenera del Japó, dirigida per Shigetoshi Nishiwaki. El Nisshin Maru té la seva base al port de Shimonoseki i pertany a Kyodo Senpaku, una filial de l'Institut per a la Recerca de Cetacis amb seu a Tòquio.